# Forno da Telha da Boa Vista
O Forno da Telha da Boa Vista localiza-se na freguesia de Santa Cruz, concelho da Praia da Vitória, na ilha Terceira, nos Açores.

## História
A sua edificação remonta ao final do século XVI ou início do século XVII; de acordo com os historiadores foi construído durante a ocupação espanhola da ilha.

## Características
Trata-se de um complexo composto por dois fornos de telha, um forno de cal e um edifício anexo de apoio, situados em diferentes cotas do terreno.
Os fornos de telha apresentam coberturas abobadadas onde se salientam várias chaminés de forma cónica. Cada um dos fornos apresenta duas câmaras de cozedora sobrepostas, de planta quadrangular e separadas por grelhas radiais, actualmente obstruídas.
Estas câmaras são suportadas por arcos e construídos em alvenaria de pedra rebocada e caiada, com os cunhais aparelhados, tendo nas fachadas laterais contrafortes que estreitam da base para o topo.
O forno que se encontra implantado a uma cota mais baixa apresenta uma câmara inferior com entrada através de um vão de forma rectangular situado ao fundo de um arco de volta perfeita. À câmara superior tem-se acesso por uma porta rematada em arco angular. Junto à câmara de combustão é possível ver as ruínas de um edifício rectangular com cobertura de duas águas.
O forno implantado a uma cota mais alta possui a porta da câmara superior rematada em arco de volta perfeita. E é acessível por um lanço de escadas com patim. Junto à câmara de combustão foi construído um "telhal" de planta rectangular com cobertura de duas águas.
O forno de cal tem uma construção de planta semicircular, de secção interna circular, sem cobertura. É também construído em alvenaria de pedra, com remate em cantaria. O acesso à abertura superior é feito por dois lanços de escadas consecutivos encostados à parede exterior do mesmo.
O edifício que se encontra anexo, tem um piso e planta rectangular, e está adossado ao forno de cal pela empena direita. É também rebocado e pintado, com as molduras dos vãos e a zona dos cunhais em cantaria à vista. Apresenta uma cobertura de duas águas rematadas por beiral simples. No interior existe um poço de água.